# Trey Moore
Ezekiel Trey Moore (* 6. April 1975 in Houston, Texas) ist ein ehemaliger US-amerikanischer Basketballspieler. Nach dem Studium in seinem Heimatland spielte Moore als Profi vor allem erfolgreich in der British Basketball League (BBL), in der er zweimal als „Most Valuable Player“ (MVP) 2005 und 2009 ausgezeichnet wurde. Mit seinen jeweiligen Mannschaften gewann er zweimal die reguläre Saison und die Play-offs der BBL.

## Karriere
Moore studierte zunächst am Paris Junior College in Paris (Texas), wo er 1995 als bester Spieler der Mannschaft mit dem „Carroll-Dawson-Cup“ ausgezeichnet wurde. 1996 setzte er sein Studium an der Mississippi State University fort, wo er für die Hochschulmannschaft Bulldogs in der Southeastern Conference der NCAA spielte. Die Bulldogs hatten zuvor den größten Erfolg ihrer Basketballgeschichte erreicht, als sie Seriensieger Kentucky Wildcats im SEC-Meisterschaftsturnier besiegt und bis in das Final-Four-Turnier der landesweiten NCAA-Endrunde vorgedrungen waren. An diesen Erfolg konnten sie in den folgenden beiden Spielzeiten mit Moore nicht mehr anschließen. Moore wurde nach dem Ende seiner Collegekarriere auch nicht in der NBA Draft berücksichtigt.
Moores erstes professionelles Engagement war die Spielzeit 1999/2000 bei den Black Hills Gold aus Rapid City in der „International Basketball Association“ (IBA), die kurz danach in der wiedergegründeten Continental Basketball Association aufging. Nach dieser ersten Spielzeit wurde Moore von der Showmannschaft Harlem Globetrotters engagiert. Anschließend war er in einer eher unbedeutenden Liga für eine Mannschaft in Texas gemeldet, bevor er im Dezember 2003 einen Vertrag in der BBL bei den Bullets aus Birmingham bekam. Diese Franchise der BBL befand sich jedoch im Niedergang. So erreichte man als Tabellenletzter auch nur zwei Saisonsiege. Moore konnte jedoch durch starke individuelle Leistungen auf sich aufmerksam machen und bekam für die folgende Saison einen Vertrag beim Pokalsieger Jets aus Chester. Mit dieser Mannschaft erreichte er den ersten Platz nach der regulären Saison 2004/05 und wurde als „Topscorer“ der BBL auch als MVP der Saison ausgezeichnet. Im Finale der Play-offs verlor man jedoch mit drei Punkten Unterschied gegen die Newcastle Eagles, gegen die man schon im Halbfinale des Pokalwettbewerbs BBL Trophy nach Verlängerung verloren und die Titelverteidigung in diesem Wettbewerb verpasst hatte.
Für die Saison 2005/06 ging Moore in die Volksrepublik China und spielte für die Qilins aus Shaanxi in der Chinese Basketball Association. Im Jahr 2006 war er zurück in seiner US-amerikanischen Heimat und spielte in Jacksonville für die JAM in der ABA. Im Februar 2007 bekam er einen sechswöchigen Vertrag in der französischen Liga LNB Pro A bei Illkirch-Graffenstaden Basket aus Straßburg, bevor er in der Saison 2007/08 zu den Jets in die BBL zurückkehrte. Die Jets befanden sich jedoch in einer finanziell angespannten Lage, die sich auch sportlich im Verpassen der Play-offs bemerkbar machte. Für die folgende Spielzeit 2008/09 wechselte Moore zum vormaligen Hauptrundensieger Eagles aus Newcastle, mit denen er die BBL Trophy und die reguläre Saison gewann, worauf Moore erneut als MVP der Saison ausgezeichnet wurde. In den Play-offs siegte man im Finale mit drei Punkten Unterschied gegen die Everton Tigers, gegen die man im Halbfinale des Ligapokals BBL Cup verloren und den totalen Triumph mit allen Titelgewinnen verpasst hatte. Moore wechselte zur neuen Spielzeit nun zu den Tigers aus Everton. Im Halbfinale der BBL Trophy verlor man noch gegen den Titelverteidiger Eagles, die auch die reguläre Saison gewannen. In den Play-offs konnte man jedoch im Halbfinale die Eagles zweimal deutlich besiegen und den Titel mit dem Finalsieg über die Glasgow Rocks sicherstellen. Moore ging für die folgende Spielzeit 2010/11 erneut zurück zu den Newcastle Eagles, die jedoch in den Pokalwettbewerben gegen die nun als Mersey Tigers firmierende Mannschaft ausschieden. Im Halbfinale der Play-offs schied man als Hauptrundenzweiter gegen Ligapokalsieger Sheffield Sharks aus. Moore, der von den Journalisten erneut als bester Spieler der BBL-Saison angesehen wurde, musste am Saisonende einerseits wegen einer Fußverletzung und andererseits wegen einer Sperre wegen Schiedsrichterbeleidigung passen, die über das Saisonende hinausreichte. Anschließend bekam Moore keinen neuen Vertrag mehr in der BBL. In der SEBL Summer Basketball League gewann Moore 2012 mit den Outlaw aus Marietta (Georgia) die Vizemeisterschaft.